# Arima maritima
Arima maritima es un coleóptero de la familia Chrysomelidae.
Fue descrita científicamente por primera vez en 1953 por Bua.